# 守谷サービスエリア
守谷サービスエリア（もりやサービスエリア）は、茨城県守谷市大柏・野木崎にある常磐自動車道のサービスエリア（SA）である。

## 概要
常磐自動車道の起点から見て最初の休憩施設である。東京方面へは最後、水戸・いわき・仙台方面へは最初の休憩施設となる。また、上り線施設のすぐ横を首都圏新都市鉄道つくばエクスプレスが通過する。
2013年〜15年に、上下線ともリニューアルが進められた。上り線はリニューアルオープン前まで、店舗部分は仮設にて営業し、2014年3月19日に「Pasar守谷（パサールもりや）」としてグランドオープン。下り線も同様のリニューアル工事を実施。工事期間中は仮設店舗での営業を行った上で、2015年7月1日に「Pasar守谷」としてグランドオープンした。
当SAにスマートインターチェンジを併設予定であり、2024年9月6日付で国土交通省により新規事業化された。

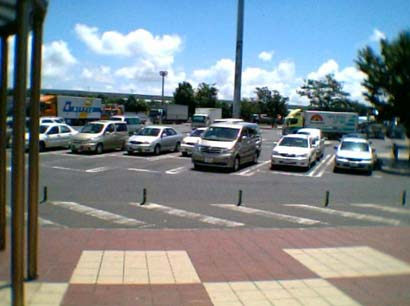
上り線駐車場からつくばエクスプレスを望む

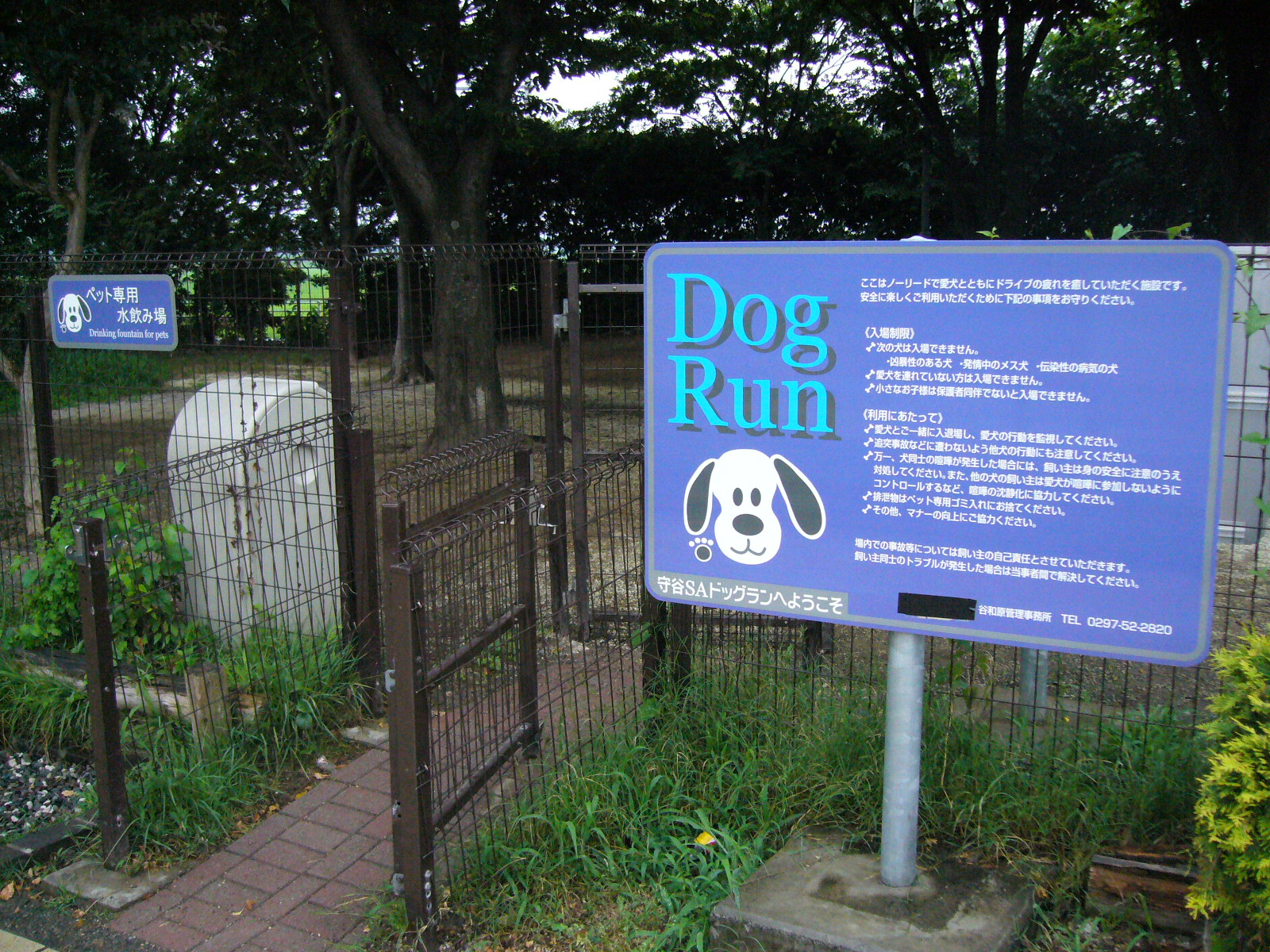
ドッグラン（下り線）

## 施設

### 上り線（東京方面）
2014年3月19日に「Pasar守谷」としてグランドオープンした。当SAの改修工事は施設リニューアルに伴うものではあるが、首都直下地震などの大規模災害時に防災拠点として活用するためでもある。大規模災害が発生した際には、自衛隊や消防、医療機関など緊急出動機関の前線基地となる場所を提供し、被災地への支援拠点としての役割や緊急出動機関が情報共有する場所としての機能を担う。
- 駐車場
  - 大型 100台
  - 小型 264台
  - ITSスポットインターネット接続 2台
- トイレ
  - 男性 大14（和式2・洋式12）・小36
  - 女性 72（和式6・洋式66）
    - 同伴の男児用 6
    - 子供トイレあり

  - 車椅子用 2
- ガソリンスタンド（ENEOS（セキショウカーライフ）、24時間）
  - 以前は関彰商事が運営していた。
- 給電スタンド（24時間）
- コイン洗車機（8:00 - 20:00）
- レストラン
  - 焼肉ライク（11:00 - 21:30）[7]
- 旬撰倶楽部
  - 旬撰倶楽部（8:00 - 22:00）
    - いばらきま－けっと（9:00 - 20:00）

  - 花水木（9:00 - 20:00）
  - 志ち乃（9:00 - 20:00）
  - 鳥麻（9:00 - 21:00）
  - 磯揚げ MARUTEN（9:00 - 21:00）
  - 柿安 柿次郎（9:00 - 21:00）
- フードコート
  - 鶏三和（8:00 - 21:30）
  - びっくりドンキー（アレフ、10:00 - 21:30）[7]
  - ぼてぢゅう屋台（9:00 - 21:30）
  - 茨城もりの市場食堂（8:00 - 21:30）
  - 天常庵（24時間）
  - 茨城大勝軒（11:00 - 21:30）
- テイクアウトコーナー 
  - アジアンスタンド（平日11:00 - 20:00 / 休日8:00 - 21:00）
  - MORIYA FARM（平日11:00 - 20:00 / 休日8:00 - 21:00）
  - 焼処よがっぺ（平日11:00 - 20:00 / 休日8:00 - 21:00）
  - ミルク工房　もりや（平日11:00 - 20:00 / 休日8:00 - 21:00）
- ベーカリー
  - 守谷ベーカリー（7:00 - 20:00）
- コンビニエンスストア
  - ローソン（24時間）
- スターバックス（6:30 - 22:00）
- 守谷SAやさい村（11:00 - 18:00）
- 自動販売機
- インフォメーション（8:00 - 20:00）
- 郵便ポスト（守谷郵便局）
- 宝くじ販売所
- ATM（ローソンATM）
- ドッグラン

### 下り線（水戸・いわき方面）
前述の通り、2014年1月よりリニューアル工事が行われ、2015年6月まで仮設店舗で営業された。この間は、スナックコーナー、ショッピングコーナー、スターバックスの仮設店舗が設けられ、工事を機にレストラン（運営：小島屋乳業製菓）は閉鎖された。同年7月1日に「Pasar守谷」としてグランドオープンし、食事は全てフードコートスタイル（全体運営は一部を除き引き続き、小島屋乳業製菓が担当）となり、レストランは設置されていない。
- 駐車場
  - 大型 101台
  - 小型 230台
- トイレ
  - 男性 大16（和式2・洋式14）・小40
  - 女性 72（和式8・洋式64）
    - 同伴の男児用 4
    - 子供トイレあり

  - 車椅子用 2
- ガソリンスタンド（ENEOS（宇田川コーポレーション）、24時間）
  - 以前は白井石油(株)→コスモ石油販売(株)(コスモ石油)が運営していた。
- 給電スタンド（24時間）
- フードコート
  - 鼓（24時間）
  - せたが家（6:00 - 21:00）
  - 南国酒家　広東麺飯房（11:00 - 21:00）
  - どんぶり子（11:00 - 21:00）
  - 焼肉トラジ（11:00 - 21:00）
  - 大かまど飯 寅福 守谷食堂（10:00 - 21:00）
  - とんかつ まい泉（11:00 - 21:00）
- 旬撰倶楽部
  - 旬撰倶楽部（8:00 - 22:00）
  - 肉の大山（9:00 - 20:00）
  - 南国酒家（9:00 - 20:00）
  - 楽甚（9:00 - 20:00）
- テイクアウトコーナー 
  - TAKE&GO（9:00 - 18:00）
  - 麻布あさひ（9:00 - 20:00）[8]
  - 祝や米八（9:00 - 20:00）[9]
- ベーカリー
  - PAiN au TRADITIONNEL（6:00 - 20:00）
- コンビニエンスストア
  - ローソン（24時間）
- スターバックス（7:00 - 22:00）
- ドッグラン
- 自動販売機
- インフォメーション（7:00 - 19:00）
- 郵便ポスト（守谷郵便局）
- 宝くじ販売所
- ATM（ローソンATM）

## 隣
E6 常磐自動車道
(2)柏IC - 守谷SA/SIC（SICは事業中） - (3)谷和原IC